# Décennie 1830 en arts plastiques
Chronologie des arts plastiques
Années 1820 - Années 1830 - Années 1840
Cet article concerne les années 1830 en arts plastiques.

## Événements
- 1er mai-15 août 1831 : Salon parisien de 1831[1]
- 12 décembre 1831 (23 novembre du calendrier julien) : ouverture au public des collections du musée Roumiantsev à Saint-Pétersbourg, le premier musée public privé russe[2].
- 24 janvier 1832 : Delacroix débarque à Tanger, au Maroc en compagnie du comte de Mornay chargé par le roi d’une mission auprès du sultan. Il séjourne au Maroc, et Andalousie et en Algérie jusqu'en juin et remplis sept carnets de voyage de dessins, d'aquarelles et de notes[3].
- 1832 : Egor Makovski organise à Moscou une « Classe de Nature », rebaptisée  « Classe des Arts » en 1833, à l’origine de l’École de peinture, de sculpture et d'architecture de Moscou[4].
- 6 mars 1834 : Le Martyre de saint Symphorien, de Ingres, est très mal accueilli au Salon[5].
- 27 mai 1834 : Mérimée est nommé inspecteur général des monuments historiques[6].

- 4 janvier 1835 : Ingres remplace Horace Vernet à la direction de l’Académie de France à Rome jusqu’au mois d’avril 1841[7].
- 25 juin 1835 : suicide du peintre Antoine Gros (1771-1835), anéanti par le mauvais accueil réservé au Salon de 1834 à sa toile Hercule et Diomède[8].

## Réalisations
- Septembre-décembre 1830 : Eugène Delacroix peint La Liberté guidant le peuple, exposé au Salon de 1831[1].
- 1830-1835 : l’artiste japonais Katsushika Hokusai publie sa série d'estampes des Trente-six vues du mont Fuji (vers 1830-1832), dont La Grande Vague de Kanagawa et les Cent vues du mont Fuji, en trois volumes (1834-1835)[9].
- 15 décembre 1831 :  Gargantua caricature de Louis-Philippe par Daumier, est publiée  dans le journal La Caricature. Elle vaut à  son auteur une condamnation à six mois de prison le 22 février 1832[10].
- 1832 : Portrait de monsieur Bertin, d’Ingres[11].
- 23 juillet 1833 : le sculpteur français François Rude reçoit la commande du haut-relief Le Départ des volontaires de 1792, communément appelé La Marseillaise, pour l'arc de Triomphe de Paris inauguré le 29 juillet 1836[12].
- 1833 : Le Supplice de Jane Grey, peinture à l'huile du peintre français Paul Delaroche[13].
- 1833-1834 : l’artiste japonais Hiroshige publie Les Cinquante-trois Stations du Tōkaidō, série d'estampes Ukiyo-e commencées en 1832[14].
- 1833-1838 : Delacroix décore les murs et plafonds du salon du Roi au Palais Bourbon[15].
- Juillet 1834 : Daumier évoque la répression des émeutes d'avril 1834 dans sa lithographie, Massacre de la rue Transnonain, publiée dans L’Association mensuelle[16].
- 30 août 1834 : inauguration de la Colonne Alexandrine à Saint-Pétersbourg, construite par Ricard de Montferrand[17].
- 1834 :
  - Eugène Delacroix peint les Femmes d’Alger dans leur appartement[18].
  - Ingres peint le portrait du comte Louis-Mathieu Molé[19].
- 1834-1839 Jean-Baptiste Debret publie en trois volumes son Voyage pittoresque et historique au Brésil, illustré de 153 planches[20].
- 1837-1840 : L'Allée des châtaigniers, toile de Théodore Rousseau[21].
- 1838 : Vénus Anadyomène tableau de Théodore Chassériau[22].
- 1839-1840 : L'Odalisque à l'esclave tableau de Jean-Auguste-Dominique Ingres[23].

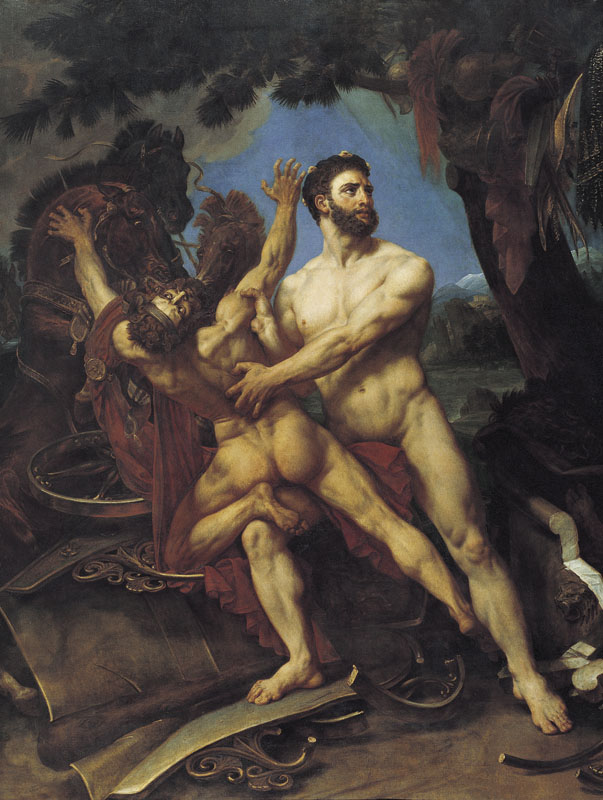
Hercule et Diomède, Antoine Gros.
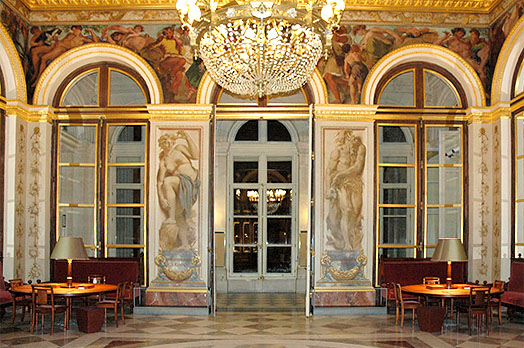
Peintures de Delacroix dans le Salon du Roi.
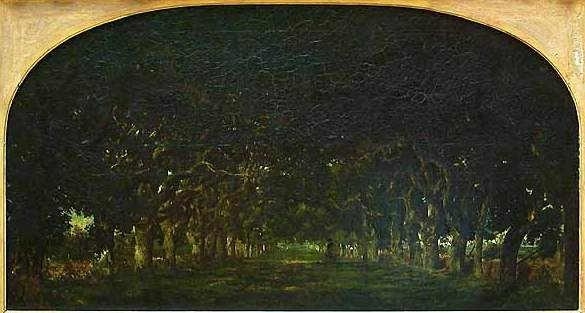
L'Allée des châtaigniers, Théodore Rousseau.